# Adelaide Peninsula
Adelaide Peninsula är en halvö i Kanada.   Den ligger i territoriet Nunavut, i den nordöstra delen av landet, 2 800 km nordväst om huvudstaden Ottawa.
Trakten runt Adelaide Peninsula består i huvudsak av gräsmarker. Trakten runt Adelaide Peninsula är nära nog obefolkad, med mindre än två invånare per kvadratkilometer.